# Doliogethes variatus
Doliogethes variatus är en tvåvingeart som beskrevs av Wray Merrill Bowden 1980. Doliogethes variatus ingår i släktet Doliogethes och familjen svävflugor. Inga underarter finns listade i Catalogue of Life.